# Ligusticum jeholense
Ligusticum jeholense là một loài thực vật có hoa trong họ Hoa tán. Loài này được (Nakai & Kitag.) Nakai & Kitag. mô tả khoa học đầu tiên năm 1936.